# Isla de la Vaca (Haití)
Isla de la Vaca (en francés: Île-à-Vache, en criollo haitiano: Lilavach y también conocida como Vache Island) es el nombre que recibe una pequeña isla del país caribeño de Haití, que está situado en el departamento de Sur, distrito de Los Cayos, y en la comuna de Isla de la Vaca.

## Geografía
Tiene 13 km de largo y 3 de ancho con una superficie aproximada de 48.47 km², y es uno de los sitios turísticos con más potencial de todo el país con playas bañadas por las aguas del Caribe. La población de la isla se calcula entre 10.000 y 15.000 habitantes, y hay 2 resorts turísticos en la isla: Port Morgan y Abaka Bay.